# Sistema IBM de gran porte (mainframe)

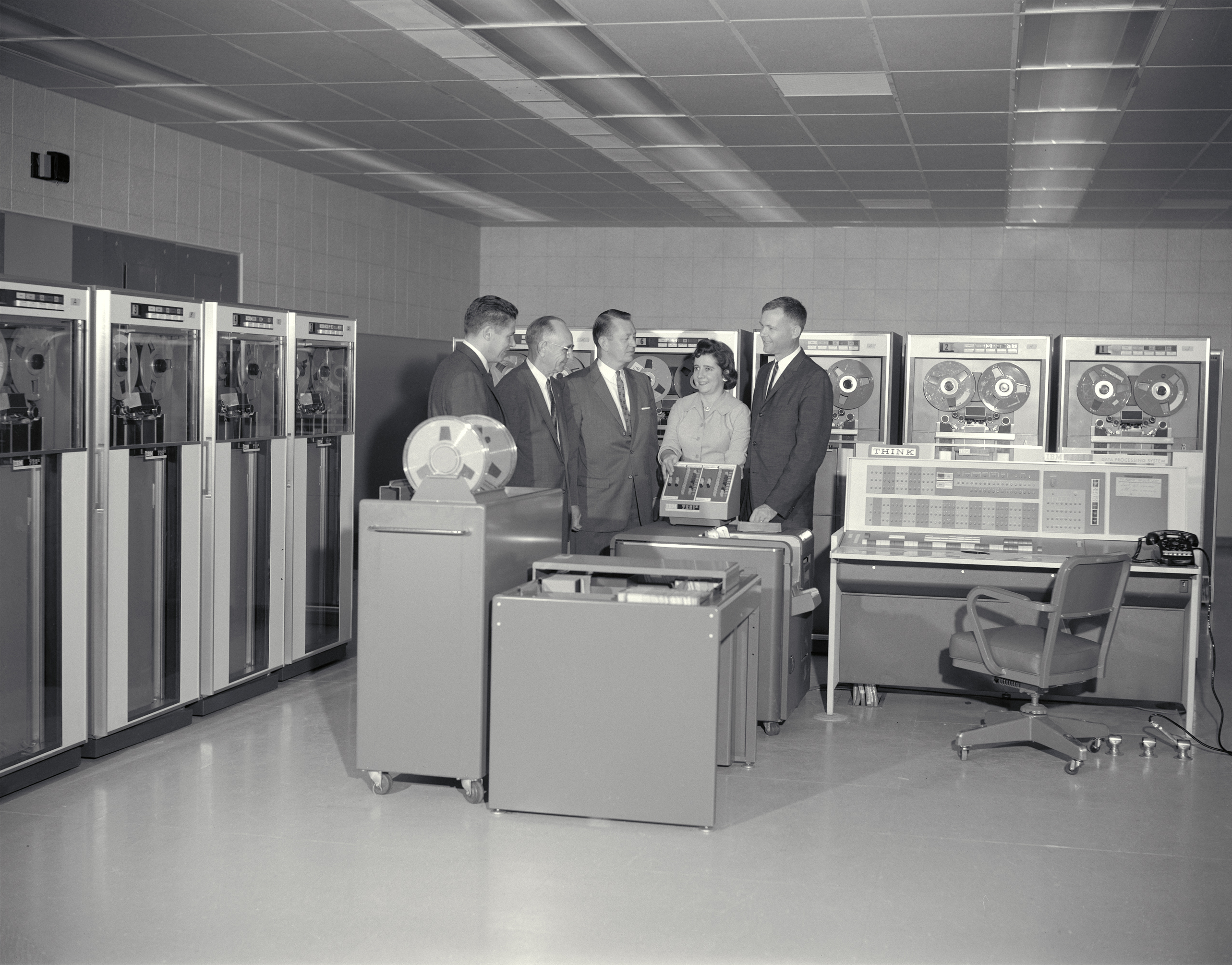
Sistema IBM 7090 en 1961.

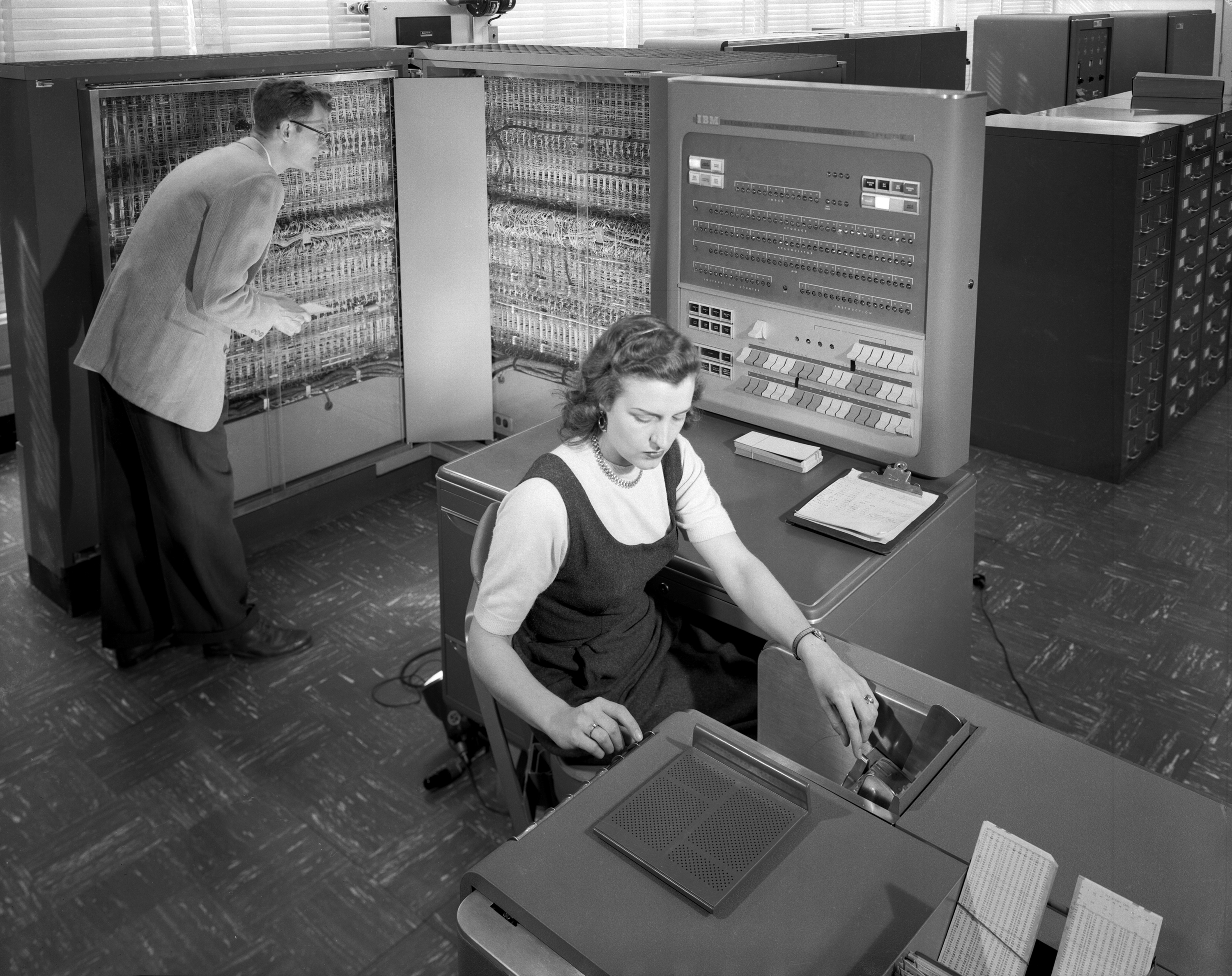
Un hombre y una mujer trabajando con la máquina de procesamiento de datos IBM 704, utilizada para hacer cálculos en el área de la investigación aeronáutica. La IBM 704 fue la primera computadora producida en masa con hardware basado en la llamada aritmética de coma flotante (o aritmética de punto flotante), e introducida por IBM en abril de 1954.

Un sistema IBM de gran porte o simplemente un sistema IBM mainframe fue una computadora central o macrocomputadora central (en inglés: mainframe) fabricada por la empresa IBM, y comercializada con dicho sello o marca. Según sean las fuentes consultadas, el término sistema con cierta frecuencia puede encontrarse sustituido o alternativamente referido por el término procesador; en realidad ambos términos no son sinónimos, ya que un sistema informático hace referencia a la totalidad del equipamiento capaz de cumplir con el procesamiento de datos, mientras que procesador alude a un componente de dicho equipamiento, al que con frecuencia se le llama "cerebro del sistema".

## Primera y segunda generación
Desde 1952 hasta finales de la década de 1960, IBM fabricó y comercializó varios modelos informáticos de gran tamaño, genéricamente conocidos como serie IBM 700/7000.
La primera generación (serie IBM 700) utilizó tubos de vacío como componentes electrónicos básicos, mientras que la segunda generación (serie IBM 7000) ya usó transistores. Estas máquinas permitieron establecer y consolidar el dominio de IBM en el llamado procesamiento electrónico de datos. IBM fabricó dos categorías de modelos: una de dichas categorías (modelos 701, 704, 709, 7090, 7040) para atender aplicaciones en el área científica y en la ingeniería, y la otra categoría (modelos 702, 705, 705-II, 705-III, 7080, 7070, 7010) para aplicaciones típicas en materia de administración y en el campo comercial (facturación, sueldos, atención a clientes, etc). Estas dos categorías (científica y comercial) generalmente utilizaban el mismo tipo de periféricos, aunque diferían en el juego de instrucciones de que disponían, y en ciertos casos, dentro de una misma categoría incluso se planteaban incompatibilidades en cuanto a las propias instrucciones de máquina que se usaban.

## Lecturas recomendadas
- Historia de un Viejo Informático: Los mainframes de IBM, sitio digital 'El Cedazo', 24 de febrero de 2009.

- [Baccelli-2001] Vittorio Baccelli, Mainframe, Prospettiva Editrice, 2001, 130 páginas.[7]

- [Barceló-2008] Miquel Barceló, Una historia de la informática, Editorial UOC, 2008, 164 páginas.[8]

- [Ceruzzi-2003] Paul E. Ceruzzi, A History of Modern Computing, MIT Press, 2003, 445 páginas.[9]

- [Díaz-2012] Josep Curto Díaz, Introducción al Business Intelligence, Editorial UOC, 2012, 238 páginas.[10]

- [Ebbera-2012] Mike Ebbers, John Kettner, Wayne O'Brien, Bill Ogden, Introduction to the New Mainframe: z/OS Basics, IBM Redbooks, 2012, 792 páginas.[11]

- [Font-1970] Jean Marc Font, Jean Claude Quiniou, Las computadoras: mitos y realidades, Tiempo Nuevo, 1970, 172 páginas.[12]

- [Langenbach-1976] Robert G. Langenbach, Introducción al proceso de datos, Reverte, 1976, 277 páginas.[13]

- [Miller-2009] Frederic P. Miller, Agnes F. Vandome, John McBrewster, History of IBM Mainframe Operating Systems, Alphascript Publishing, 2009, 156 páginas.[14]

- [Namakforoosh-2000] Mohammad Naghi Namakforoosh, Metodología de la investigación, Editorial Limusa, 2000, 525 páginas.[15]

- [Prasad-1989] Nallur S. Prasad, IBM Mainframes: Architecture and Design, Intertext Publications, 1989, 331 páginas.[16]